# Bogdan Gurdziecki
Bogdan Gurdziecki (zm. 1700 w Moskwie) – polski dyplomata, przebywał w Persji, znany jako Botham Beg.
Pochodził z gruzińskiej szlachty, jego nazwisko pochodziło od tureckiego i perskiego określenia Gruzinów – "Gurdji". Służył koronie polskiej od ok. 1650, był dyplomatą i wybitnym specjalistą do spraw relacji z Persją. W 1667 Polska zawarła z Rosją rozejm w Andruszowie, postanowiono wówczas połączyć siły i wspólnie stworzyć koalicję antyturecką. Jan Kazimierz w 1668 wysłał Bogdana Gurdzieckiego na czele złożonej z trzydziestu czterech osób misji dyplomatycznej do Moskwy, a następnie w lutym 1669 dotarł do Astrachania. Car powierzył Gurdzieckiemu misję dyplomatyczną, miał on przekazać listy skierowane do lokalnych władców. Do Persji dotarł pod koniec 1669, zatrzymał się w Isfahanie, Persją rządziła wówczas dynastia Safawidów. W lutym i 21 marca 1670 Bohdan Gurdziecki był na audiencji u szacha Safiego II zwanego Sulejmanem, poinformował go o planach zaatakowania przez Turcję Persji przy wsparciu Ormian. Udało mu się przekonać szacha do odsunięcia kupców ormiańskich od pośredniczenia w handlu Persji z Rosją i Polską, nie udało mu się przeforsować pozwolenia na budowę kościoła i klasztoru w Erywaniu. W czerwcu 1670 opuścił Persję i udał się w kierunku Rosji, ale z powodu buntu kozackiego przedostał się ponownie do Persji, gdzie zatrzymał się w Samaki i zaangażował się w lokalny spór. Prawdopodobnie podczas zamieszek był sprawcą zabójstwa i został bardzo poważnie ranny. Jego pobyt trwał w sumie trzy lata, do Polski dotarł w 1675. W kwietniu 1676 został wybrany na oficjalnego ambasadora i stałego rezydenta na dworze dynastii Safawidów. Istnieją niejasne przesłanki, że Gurdziecki nie dotarł do Persji wcześniej niż 1681, podczas spotkania z szachem ponawiał współpracę wojskową przeciw Turkom. Po odmowie przejścia na islam pozwolono mu zamieszkać w Samaki, ale prawdopodobnie udał się do Polski. W 1684 ponownie wybrał się do Persji, był pierwszym posłańcem, który poinformował szacha o klęsce Turków pod Wiedniem. Kolejna wizyta w Persji miała miejsce w 1687, ale nie są znane jej powody, prawdopodobnie przewoził list króla polskiego dla szacha. Wiadomo, że po raz kolejny powrócił do Polski w 1699. Zmarł w Moskwie w 1700, prawdopodobnie podczas kolejnej wyprawy do Persji.